# Férfi 3000 méteres síkfutás a 2005. évi nyári európai ifjúsági olimpiai fesztiválon
A 2005. évi nyári európai ifjúsági olimpiai fesztiválon az atlétikai versenyszámokat Lignano Sabbiadoróban rendezték. A férfi 3000 méteres síkfutás döntőjét július 8-án rendezték.

## Döntő
| H     | Név                     | Nemzet                | E       | Mj  |
| ----- | ----------------------- | --------------------- | ------- | --- |
| Arany | Dmitriy Lashin          | Ukrajna               | 8:24.89 |     |
| Ezüst | Pavel Abdullin          | Oroszország           | 8:25.27 |     |
| Bronz | Rafael Quintana         | Spanyolország         | 8:25.90 |     |
| 4     | Pedro Cirne             | Portugália            | 8:29.12 |     |
| 5     | Szemeti Péter           | Magyarország          | 8:29.83 |     |
| 6     | Thibaut Van Den Abeele  | Belgium               | 8:34.17 |     |
| 7     | Fynn Schiegelshohn      | Németország           | 8:36.50 |     |
| 8     | Adem Belir              | Törökország           | 8:39.65 |     |
| 9     | Antonio Weingartner     | Horvátország          | 8:48.23 |     |
| 10    | Saša Radenkovic         | Szerbia és Montenegró | 8:48.42 |     |
| 11    | Aidas Krakauskas        | Litvánia              | 8:48.69 |     |
| 12    | Jorit van Malsen        | Hollandia             | 8:54.78 |     |
| 13    | Brendan O'Neill         | Írország              | 9:00.69 |     |
| 14    | Lucian Chesches         | Románia               | 9:00.86 |     |
| 15    | Christian Grün          | Ausztria              | 9:00.94 |     |
| 16    | Yeóryios-Kons Spetseris | Görögország           | 9:02.27 |     |
| 17    | Marko Tuokko            | Finnország            | 9:23.37 |     |
| -     | Vusal Azizov            | Azerbajdzsán          | -       | DNF |
| -     | Roman Hvalonski         | Észtország            | -       | DNS |